# 55-й Конгресс США
Пятьдеся́т пя́тый Конгре́сс США — заседание Конгресса США, действовавшее в Вашингтоне с 4 марта 1897 года по 4 марта 1899 года в период первых двух лет президентства Уильяма Мак-Кинли. Обе палаты, состоящие из Сената и Палаты представителей, имели республиканское большинство. Распределение мест в Палате представителей было основано на одиннадцатой переписи населения Соединённых Штатов в 1890 году. Среди конгрессменов был один афроамериканец Джордж Генри Уайт, из штата Северная Каролина.

## Важные события
- 4 марта 1897 года — президентская инаугурация Уильяма Мак-Кинли;
- 23 апреля 1898 года — начало Испано-американской войны;
- 10 декабря 1898 года — Парижский мирный договор, окончание Испано-американской войны

## Ключевые законы
- Закон Дингли (1897);
- Поправка Теллера (1898);
- Заявление о войне между США и Испанией (1898);
- Закон Эрдмана (1898);
- Закон о банкротстве (1898);
- Резолюция Ньюлендса (1898);
- Закон о реках и гаванях (1899)

### Договоры
- Парижский мирный договор (1898) — положил конец Испано-американской войне. Гуам, Филиппины и Пуэрто-Рико стали владениями США.

## Членство

### Сенат
| Период | Всего | Вакантно | Партии                 | Партии                 | Партии          | Партии                            | Партии            |
| Период | Всего | Вакантно | Республиканская партия | Демократическая партия | Народная партия | Серебряная Республиканская партия | Серебряная партия |
| ------ | ----- | -------- | ---------------------- | ---------------------- | --------------- | --------------------------------- | ----------------- |
| Начало | 88    | 2        | 43                     | 33                     | 5               | 5                                 | 2                 |
| Конец  | 90    | 0        | 44                     | 34                     | 5               | 5                                 | 2                 |

### Палата представителей
| Период | Всего | Вакантно | Партии                 | Партии                 | Партии          | Партии                            | Партии            |
| Период | Всего | Вакантно | Республиканская партия | Демократическая партия | Народная партия | Серебряная Республиканская партия | Серебряная партия |
| ------ | ----- | -------- | ---------------------- | ---------------------- | --------------- | --------------------------------- | ----------------- |
| Начало | 355   | 2        | 203                    | 126                    | 22              | 3                                 | 1                 |
| Конец  | 350   | 7        | 202                    | 122                    | 22              | 3                                 | 1                 |